# Prionosciadium watsoni
Prionosciadium watsoni är en flockblommig växtart som beskrevs av John Merle Coulter, Joseph Nelson Rose och Sereno Watson. Prionosciadium watsoni ingår i släktet Prionosciadium och familjen flockblommiga växter. Inga underarter finns listade i Catalogue of Life.